# Escola da Cidade
A Escola da Cidade é uma faculdade de arquitetura e urbanismo brasileira sediada no município de São Paulo. Foi fundada em 2001 pelos professores e arquitetos associados desde 1996 na Associação de Ensino de Arquitetura e Urbanismo de São Paulo.

## Funcionamento
Possui grade curricular de seis anos e seu programa pedagógico contempla viagens semestrais consideradas matérias obrigatórias, internas a disciplina "Escola Itinerante".
Durante a tarde, das 14h às 17h, são ministradas as disciplinas teóricas de Urbanismo, Desenho, Tecnologia e História. Durante a noite, das 17h30 às 20h30, são desenvolvidas as atividades do Estúdio Vertical, o ateliê coletivo de projeto, com alunos de todos os anos. Toda quarta-feira há o Seminário de Realidade e Cultura Contemporânea, uma pausa para discutir temas distintos à arquitetura, e às sextas-feiras, o dia inteiro é dedicado à disciplina de projeto e repertório arquitetônico.
Para comemorar seus vinte anos, em 2023 publicaram o livro ‘A Grande Escola é a Cidade: 20 anos de uma faculdade de arquitetura no centro de São Paulo’ 

### Baú: Acervo Digital
A partir de 2013, a Escola da Cidade passou a disponibilizar o registro das palestras, aulas e debates de sua graduação e pós-graduação on-line. Os materiais são organizados por um grupo de estudantes do curso, responsáveis por captar, editar e publicar os cursos de Pós-graduação, Seminários de Cultura, entre outros eventos promovidos pela faculdade. Esse departamento audiovisual é uma opção de estágio dentro da instituição, com novas vagas abertas todo semestre. Seu acervo está publicado no site da instituição e em seu canal de Youtube.

## Corpo docente
Membros notáveis do corpo docente incluem Marcio Kogan, Paulo von Poser, Fernando Viégas, Sol Camacho e Gabriela de Matos.

## Localização
Localizada no centro de São Paulo, no bairro da Vila Buarque, a Escola da Cidade propicia aos seus alunos o contato diário com a complexidade da metrópole brasileira e seus problemas sociais e urbanos. Além disso, a região é cercada por diversos edifícios que contam a história da arquitetura brasileira – do colonial ao modernismo. O futuro dos jovens arquitetos também foi pensando com a eleição do endereço. O Centro abriga a sede nacional do Instituto de Arquitetos do Brasil – IAB e centenas de escritórios de arquitetura.
Em 2015, a Escola da Cidade obteve nota 4 (quatro) no ENADE, do MEC, referente ao ano de 2014.